# Витимир
Витимир (на латински: Vithimiris, Vithimer) е крал на остготите през ок. 375 – 376 г. след смъртта на Ерманарих (самоубил се 375/376).
Остготското царство се намира в Южна Украйна на Черно море и от Дон до Днестър. Една част от гревтунгите (Greutungen) тръгва с Витимир в посока запад към Дунав и Римската Империя.
Витимир е убит в битка против аланите и хуните. Неговият непълнолетен син Видирих става крал на остготите (376 – ?) с регенти военачалниците Алатей и Сафракс.